# São Cristóvão e São Lourenço

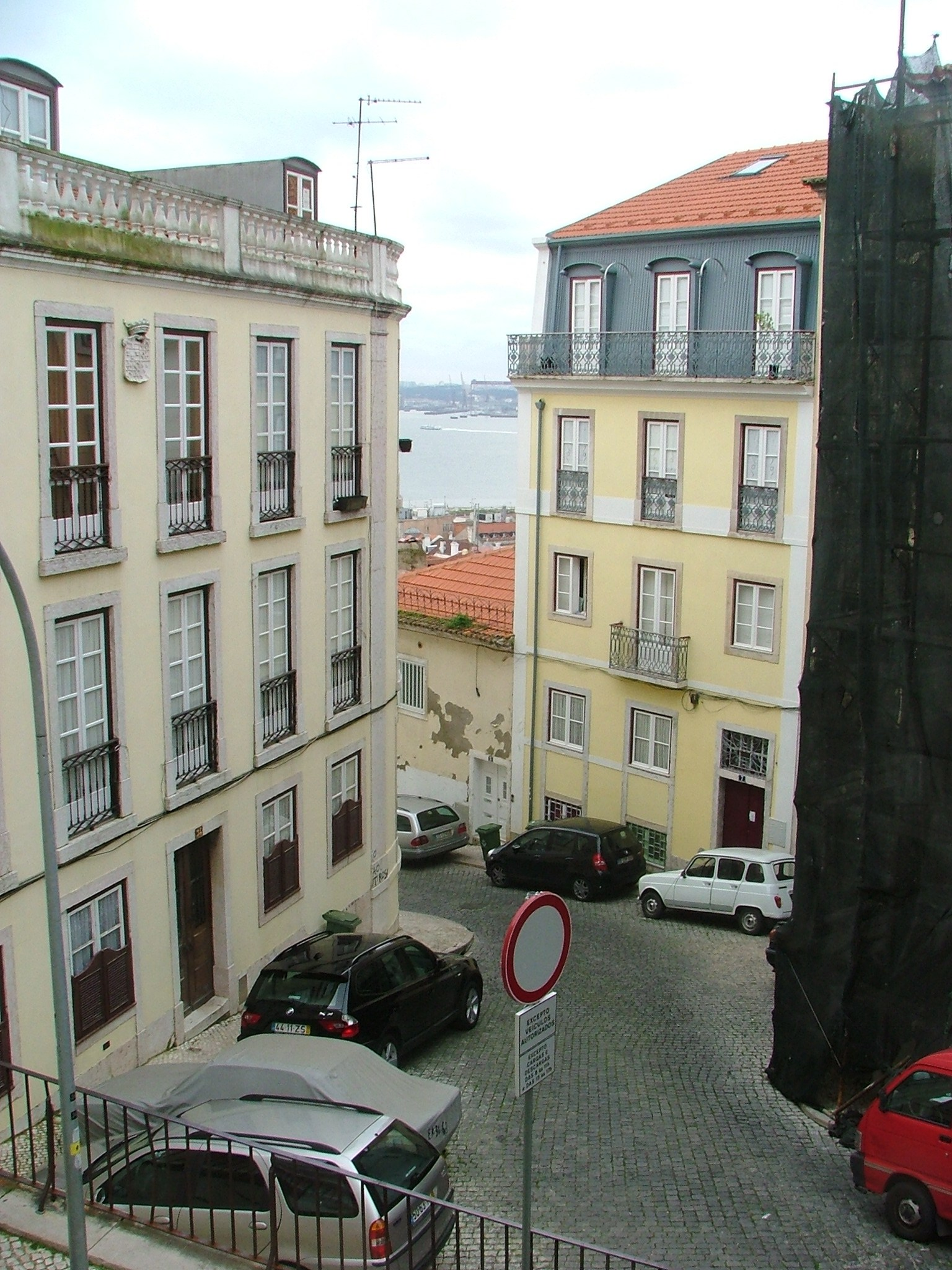
Gehweg Conde de Penafiel

São Cristóvão e São Lourenço ist eine Gemeinde (Freguesia) im portugiesischen Kreis Lissabon.
In der Gemeinde leben 1333 Einwohner (Stand 30. Juni 2011).